# توم فارمر
توم فارمر (بالإنجليزية: Tom Farmer) هو لاعب كرة قدم أمريكية أمريكي، ولد في 17 أبريل 1921 في سيدار رابيدز في الولايات المتحدة، وتوفي في 1 يوليو 1980.